# 미디어의 HIV/AIDS 묘사
미디어에서 HIV와 에이즈 묘사는 이들에 대한 사건들과 동향을 언급한다. HIV는 많은 질병과 죽음을 유발한다. 에이즈에 관한 오명과 차별이 있다는 점에서 대부분의 다른 질병과 차이가 있다. 그러나 HIV 전염은 매우 예방이 가능하며, 미디어는 이 정보를 전달하는 효과적인 방법이다. 유네스코가 저널리즘 교육에서 "제대로 연구된 텔레비전 콘텐츠는 HIV 예방, 치료, 관리, 지원에 대한 대중의 인식을 형성하고, 관련 정책의 개발과 시행에 잠재적으로 영향을 줄 수 있다"고 보고하였다.
1981년 6월 질병관리본부가 LA의 5명의 남성 동성애자들이 모두 유사한 희귀 질병 증상으로 사망했다고 보고했을 때 처음으로 에이즈가 발견되었다. 두 달 안에 100명 이상의 남성 동성애자들이 더 죽었고, 새로운 질병이 존재한다는 대중의 인식이 생겼다. 대부분 언론 매체는 더 큰 위험을 제기하는 개인의 행동, 특징과 대조적으로, 전체 연령층, 성별 또는 성적 성향에 대한 위험을 강조함으로써 보편화하는 경향을 보여 왔다. 전 세계 다양한 매체가 이러한 정보를 어떻게 그리고 언제 발표하는지는 다양하며, 이는 HIV와 에이즈에 대한 후속 및 현재 보도와 묘사도 마찬가지다.

## HIV/AIDS 이슈를 전달하는 인물
세계적으로 그리고 역사적으로, 공인들은 종종 HIV/AIDS 문제를 보도하는 경향을 주도해 왔다. 

### 록 허드슨
록 허드슨은 1985년 10월 2일 에이즈 관련 합병증으로 사망한 할리우드 유명 배우다.
그 해 초, 로스엔젤레스는 에이즈 치료 기금을 마련하기 위해 백만 달러를 모금하는 것을 목표로 '생명에 대한 헌신' 만찬이라는 자선 행사를 마련했다. 원래 이 행사는 작은 센추리 플라자 호텔 무도회장에서 열릴 예정이었으나, 1985년 7월 허드슨이 에이즈에 걸렸다고 발표하면서 행사의 악명이 크게 높아졌고 웨스틴 보나벤쳐 호텔로 장소를 변경해야 했다. 1985년 9월 19일에 엘리자베스 테일러, 셜리 맥레인, 톰 브래들리 로스앤젤레스 시장을 포함한 많은 할리우드 톱스타들이 이 행사에 참석했고, 캐롤 버넷, 새미 데이비스 주니어, 로드 스튜어트, 신디 로퍼, 다이애나 캐롤 등의 공연이 있었다.

### 매직 존슨
미국 농구선수 매직 존슨은 1991년 11월 7일 HIV에 걸렸다고 발표했다.  
존슨의 발표로 인해 많은 미국인들이 HIV 검사를 받았다. 건강한 남자 아이돌과 대중 아이돌이 에이즈에 감염되었기 때문에, 에이즈가 그들의 관심 밖이라고 여겨졌던 수백만 명의 사람들이 갑자기 에이즈를 위협으로 여기게 되었고, 이로 인해 국가적 대화가 시작되었다.

### 페드로 자모라
페드로 자모라는 10대 때 HIV에 감염되어 HIV 활동가가 된 쿠바계 미국인 동성애자 남성으로, MTV의 텔레비전 프로그램 '더 리얼 월드'의 특집 출연자였으며, 이후 1994년 22세의 나이로 에이즈로 사망하였다. HIV 감염과 그의 일상 생활이 대중 매체에 잘 기록된 주요 공인으로 유명하다. 1993년 그는 자신의 경험에 대해 미국 의회에서 증언하였다. "만약 당신이 젊은 동성애자로서, 특히 유색인종 동성애자로서 나에게 연락하고 싶다면, 당신은 내가 이해하고 공감할 수 있는 언어와 어휘로 정보를 줄 필요가 있다."라고 말했다. 그는 라틴 사회에서 HIV에 대한 인식을 높이는 데 특히 효과적인 대변인으로 인정받고 있다.

### 다이애나 왕세자비
1997년 8월 31일 사망한 웨일스의 공주 다이애나 프랜시스 스펜서는 에이즈에 대한 인식을 높이고 에이즈는 접촉으로 공유될 수 있다는 믿음을 깨는데 이바지하였다.
1987년 봄, 다이애나 왕세자비는 런던 미들섹스 병원에 영국 최초의 에이즈 병동을 열었다.
1991년, 다이애나 왕세자비가 에이즈 환자들을 위한 주민 회관인 케이시 하우스에서 에이즈 환자와 악수하는 사진이 인쇄되었다. 사진에서 다이애나는 에이즈 환자와 악수를 하는 동안 장갑을 끼지 않은 것으로 보여졌다.

## 매체에서 등장하는 주제
HIV를 묘사하는 언론에서 반복적으로 등장하는 몇 가지 주제들은 "나머지"의 개념, 피해자 비난, 이성애, 그리고 도시와 시골 사람들의 생활 방식 비교이다.

### "나머지"
'나머지'를 주제로 한 언론에서는 이분법의 묘사가 나온다. 에이즈를 묘사하는 이야기에서 구분하는 것은 종종 HIV 양성과 HIV 음성, HIV에 걸릴 위험이 높은 사람과 낮은 위험인 사람, HIV의 무고한 희생자와 죄의식을 가진 사람, 그리고 혈액 간 오염과 순수 혈액에 대한 개념이다. 이 모든 경우에, 에이즈와 관련된 주제를 다루는 영화들은 이분법의 한 쪽을 선으로 다른 쪽을 악으로 묘사한다.

### 피해자 비난
"피해자 비난"을 주제로 한 영화들은 종종 에이즈 환자들을 HIV에 감염된 죄가 있거나 과실이 있다고 묘사한다. 이런 주제에서, HIV에 걸린 사람들은 종종 무고한 사람들의 건강을 위협한다.

### 이성애
1982년 질병통제예방센터(CDC)가 다른 집단도 에이즈를 일으키며 에이즈에 감염되고 있다고 정기적으로 밝혔음에도 불구하고, 미국 뉴스 매체는 에이즈를 동성애 남성들과 연관지었다. 1983년까지 동성애자 남성 관련 거의 모든 매체는 에이즈 이야기를 전달하였다. HIV를 주제로 한 영화들은 종종 에이즈에 걸린 동성애자 남성을 주인공으로 묘사한다. 에이즈를 동성애 남성 질병으로 묘사하는 언론매체는 에이즈가 영향을 미치는 다양한 인구에 대한 대중의 이해를 증진시키지 못하기 때문에 문제가 있다.

### 도시와 시골
미디어에서 에이즈를 표현하는 것은 도시와 시골 지역을 비교한다. 이러한 묘사에서 도시는 동성애자 공동체와 에이즈의 확산의 장소로 묘사되는 반면, 시골은 도덕성, 환경 보호주의, 그리고 해로운 일탈로부터의 자유를 상징한다.

## 매체의 역할
인터넷과 휴대폰은 의사소통이 일어나는 방식을 변화시키고 있다. 네트워크로 연결된 사회에서는 점점 더 많은 사람과 조직 사이에서 수많은 메시지들이 전송된다. 이전에는 제한된 정보가 소수의 권위 있는 출처에서 비롯되었다. HIV/AIDS의 경우 새로운 매체는 기회와 도전을 가져온다. "이러한 변화는 더 큰 다원주의, 정보에 대한 접근성, 민주화와 소비자의 요구에 대한 대응성을 가져올 가능성이 있다." 그러나 "이러한 변화는 광고 중심적이고 상업적인 미디어를 가져오며, 선정적인 경향이 있고, 종종 매우 성적인 경향이 있다."

## 중요한 묘사

### 영화
- Buddies (1985) - 에이즈를 묘사한 최초의 독립 영화
- An Early Frost (1985) - 에이즈를 묘사한 최초의 네트워크 영화

### TV
캐나다 10대 드라마 <데그라시 고등학교>는 학교 불량배 드레인 마이어스가 HIV 양성 반응을 보이는 것을 그린다. 
그의 비밀을 지켜줄 것으로 약속하면서 조이 제레미아와의 적대적인 관계를 회복시키지만, 결국 이를 공개하게 되고, 그로 인해 그의 친구들과 대부분의 학교 학생들은 그와 떨어져 지낸다. 그러나 그의 여자친구는 에이즈가 어떻게 전염되는지 듣고 마음이 바뀌었다. 제레미아가 댄스파티 욕실에 서 있는 것을 발견한 후, 그는 드웨인이 밖으로 나가도록 격려하고, 그곳에서 그의 여자 친구가 그에게 춤을 청한다.

### 만화
1990년 5월 24일, 만화 Doonesbury에서 앤디 리핀콧이  에이즈로 사망한 사건은 샌프란시스코 크로니클 부고란에 실렸다.

## 지역별

### 아프리카

#### 케냐
1990년 케냐 의학 연구소 소장은 Kemron이라는 약으로 많은 에이즈 환자들을 치료했다고 발표했다. 케냐 대통령 Daniel Rap Moi는 이 주장을 지지했으나, 그 연구는 국제적인 조사를 받았고 모든 전문가들에 의해 가치가 없다고 판단되었다.

#### 남아프리카공화국
남아프리카공화국은 고도로 발달된 대중 매체 통신 인프라를 자랑한다. 5개의 공개 방송 상업 텔레비전 방송국, 38개의 상업 라디오 방송국, 70개의 지역 라디오 방송국, 16개의 일간 상업 신문, 1개의 격주 신문, 25개의 주간 신문, 그리고 몇 개의 소규모 발행 부수가 있다. 그럼에도 불구하고, "수년 간 남아프리카공화국 주정부가 부인해 온 결과, HIV에 대한 국가적 이해 부족을 초래하였고, 건강 연구에 대한 공공의 참여도를 높이고 관련 건강 개입을 지원하는 행동을 장려해야 할 필요성이 시급히 대두되었다." 매체에서 가장 적게 보도되는 주제로는 예방, 관리 및 오명 감소가 포함된다.
비교적 최근에는 HIV/AIDS에 관한 인식을 높이고자 남아프리카공화국에서 다양한 프로젝트가 시작되었다. 예를 들어 Cutomer Aids Information Project(2007– 2011)와 1996년부터 1997년까지 National DoH에 의해 택시 산업을 인지도 및 콘돔 유통 캠페인에 사용한 계획을 포함한다. 아프리카 보건 및 인구 연구 센터는 2011년 2월에 또 다른 유사한 프로젝트를 시작했다. 이 프로젝트는 매체가 "에듀테인먼트"라는 용어를 사용하는 건강교육에서 중요한 역할을 강조한다. Jiving with Science라는 이 프로젝트에서, 미니 버스 택시 운전사와 가게 운영자와 미용사를 포함한 다른 지역 관계자들에게 2년 동안 세 가지 종류의 CD가 배포되었다. 이 CD에는 HIV/AIDS 이면에 있는 과학에 대한 이야기와 대중음악과 유명인들의 홍보가 섞여 있었다. 지역 사회 이해관계자들에게 CD를 재생하라는 지시가 내려졌고, 이는 남아프리카 지역 사회에 광범위하게 퍼져나갔다. 연구원들은 강한 구술 문화와 상대적으로 낮은 읽고 쓰는 능력 수준을 의미하는 그들 연구 영역의 시골 성격 때문에 오디오 형태의 미디어를 사용하기로 결정했다. 에듀테인먼트의 중요한 측면은 연구자들에게 매우 중요한 품질이다. 아프리카 보건 인구 연구 센터는 그들이 고품질의 오락을 제공하고 있다는 것을 확실히 하기 위해 상당한 시간과 돈을 들였다. 이 프로젝트는 아직 진행 중이지만, 목표는 "아프리카 센터 및 기타 비교 환경에서 다른 소규모 미디어 엔터테인먼트 개입을 개발하는 모델"로 향후 사용될 수 있다는 것이다.

#### 사하라 사막 이남의 아프리카
전 세계 인구 중, HIV/AIDS 감염자의 3분의 2가 전 세계 인구의 약 12%만 있는 지역인 사하라 이남 아프리카에 살고 있다. Jung et al. (2013)은 2004년부터 2010년 사이에 각 국가 인구 통계 건강 조사(Demographic Health Survey) 데이터를 분석하여 HIV/AIDS 지식, 콘돔 사용 및 다양한 사회경제 상태(SES) 사이의 상관관계를 파악하기 위해 13개 사하라 이남 국가에 대한 단면 연구를 실시했다. 역사적으로 사하라 사막 이남 아프리카는 21세기 초반까지 대중매체 이용에 뒤쳐져 있었다. 그들은 이제 라디오, 텔레비전, 그리고 신문을 이용한다. 실제로 전체 가구의 5.2%, 전체 인구의 36.9%가 모바일 서비스에 가입하고 있다. 이 연구의 가설은 다음과 같았다. "소통 불평등, 사회 계층 간의 차등 미디어 사용은 사하라 이남 아프리카에서 부와 교육의 사회적 불평등이 HIV/AIDS에 대한 지식 격차로 이어지는 그럴듯한 하나의 메커니즘일 수 있다" 연구는 총 220,099명의 사하라 사막 이남 아프리카인을 대상으로 진행하였고, 그 결과는 다음과 같았다: 90% 이상이 HIV/AIDS가 무엇인지 알고 있었고, 61%는 질병이 어떻게 전염되는지 알고 있었고, ~64%는 예방 방법에 대해 알고 있었다. 남성의 22%와 여성의 10%가 콘돔을 사용한다고 보고했으며, 이는 예방 방법에 대한 지식을 보고한 것보다 현저히 낮은 수치이다. 이 연구의 미디어 사용 수치는 다음과 같다. 36.7%의 사람들이 라디오를 듣고, 17.6%는 텔레비전을 보고, 6.4%는 매일 신문을 읽는다. 원래 가설을 뒷받침할 수 있는 사회경제 상태와 매체 사용 사이에 상관관계가 나타났다. 더 부유한 사회 경제적 계층 출신 아프리카인들은 일반적으로 정의, 전염, 그리고 예방을 포함한 HIV/AIDS의 모든 측면에 대한 더 많은 지식을 가지고 있었다. 마찬가지로 부유한 사람들 사이에서 콘돔 사용량이 더 높은 것으로 밝혀졌다.

#### 기부자 지원에 대한 매체 효과
구체적으로 아프리카의 에이즈 치료와 미디어 사용 사이의 상관관계에 대하여 파브리치오 카르미냐니, 그레이스 로던, 캄기 탕이 연구를 수행하였다. 이 연구는 21개 기부국과 아프리카 대륙 전체의 원조를 사용하여 실시되었다. 그들은 두 가지 이유로 전 대륙을 이용했다: 대부분의 HIV 미디어 보도는 전 대륙을 가리키고 있고, 남아프리카를 위한 USAID HIV/AIDS 지역 건강 프로파일을 포함한 많은 대륙 전반의 단체들이 있다. 간단히 말해서, 그들은 언론의 보장이 원조 지출을 증가시킨다는 것을 발견했다. 그들은 29페이지에 "언론에 실린 한 기사의 추가 비용 효과는 대략 미화 800달러에 맞먹는다"고 기술하고 있다. 이것은 HIV/AIDS에 대한 기사가 인쇄될 때마다, 고통받는 아프리카 국가에 800달러의 원조가 제공된다는 것을 의미한다.

### 브라질
브라질에서는 콘돔이 HIV에 침투할 수 있다는 지역 가톨릭 지도자들의 주장에 대응하기 위한 캠페인이 전개되었다. 이 광고 포스터는 물로 부풀려진 콘돔과 금붕어가 들어있는 것을 묘사했으며 "아무것도 콘돔을 통과하지 못한다"는 메시지를 보여준다.
가수 켈리 키는 고등학교 청소년들의 대변인이었고, 그녀는 캠페인에서 이렇게 말했다. "너가 어떻게 자랐는지 보여줘. 이 카나발은 콘돔을 사용해"
루이스 이나시우 룰라 다 실바 대통령은 특허권자의 희망에 반하여 브라질의 일반 에파비렌츠 구매를 허용하는 면허에 서명하면서 HIV 약품의 가격 책정의 공정성에 대한 국제적인 논의를 시작했다. 이 조치는 의약품 가격에 대한 의견 차이가 고조되는 것을 보여주었고, 언론에서는 HIV 피해자들의 승리이자 제약업계에 의한 지적 재산 수용으로 묘사되었다.
인기 코미디 그룹 포르타도스 펀도스는 HIV에 감염된 남성을 중심으로 한 코미디 웹시리즈 '바이럴'에서 데뷔했는데, 그는 이 소식을 전하기 위해 그와 성관계를 가졌던 최근 8명의 여성을 찾고 누가 전염병일 가능성이 있는 사람인지 알아내기로 결심한다.

### 미얀마
미얀마는 헤로인 생산을 위한 세계적 중심지이며, 높은 수준의 검열로 군사 통치 하에 있다.
정부를 관리하는 장군들은 미얀마에서 HIV를 인식하지 못했다. 에이즈 상담과 치료는 거의 존재하지 않는다. 1993년까지 미얀마에서 콘돔은 금지되었다.

### 독일
1987년 게셀샤프프튀르 스프래쉬는 "콘돔"과 함께 "에이즈"라는 용어를 올해의 독일어로 선정하였다. 에이즈는 이미 1985년에 고려되었다.
인기 밴드 노 엔젤스의 28세 가수 나드자 베나이사는 HIV 양성 반응을 보이나 자신의 신분을 밝히지 않은 채 성관계를 가져 심각한 신체 해를 입힌 혐의로 2010년 유죄 판결을 받았다. 베나이사는 2000년부터 2004년 동안 16세에서 20세였을 때 세 명의 남자와 총 다섯 번 성관계를 가졌다는 혐의를 받았다. 그녀는 그들에게 자신의 HIV 상태를 알리지 않았다는 것을 인정했다. 한 남자는 이후에 HIV에 감염되었다. 법정에서 한 남성은 "5~7차례 성관계를 가졌는데 이 중 3차례 정도가 무방비 상태였다"고 진술했다. 이 사건은 HIV에 대한 국제적인 논의를 촉발시켰다.

### 인도
인도 자이푸르에 있는 ICFAI 경영대학원의 라훌 스와미 박사는 라디오를 들은 사람들이 HIV/AIDS를 어떻게 인식하는지와 TV를 시청한 사람들이 HIV/AIDS를 어떻게 인식하는지 사이의 관계를 분석하기 위한 비교 연구를 실시했다.
이 연구는 80명(남성 40명, 여성 40명)에게 5점 리커트(Likert) 유형의 척도를 사용하여 다양한 TV 채널과 라디오 방송국에 대한 인식을 질문하는 것으로 구성되었다. 이 연구 결과는 TV 채널들이 HIV/AIDS에 대한 정보를 얻는데 있어서 우세하고 HIV/AIDS 인식을 만들 것으로 더 널리 기대되고 있다는 것을 보여주었다.

### 이탈리아
이탈리아는 가톨릭 교회의 지리적 근거지로서 HIV/AIDS에 대한 논의에 세계적으로 영향력을 발휘해 왔다. 카톨릭 교회와 에이즈의 관계는 카톨릭 인구통계학이 있는 모든 곳에 영향을 미친다. 카톨릭 교회와 에이즈의 관계는 카톨릭 인구통계학이 있는 모든 곳에 영향을 미친다.

### 일본
1988년 아카세 노리야스는 NHK가 TV로 방영한 인터뷰에서 일본에서 HIV 양성 반응을 공개적으로 발표한 최초의 사람이다. 1994년까지 전국적으로 4명만 감염되었다고 공개적으로 인정했다.

### 필리핀
HIV에 걸렸다고 공표한 첫 필리핀인은 돌주라 코르테즈고, 두번째는 사라 제인 살라자르였다. 둘 다 그들에 대해 만들어진 전기 영화를 가지고 있다.
1994년 필리핀 정부는 HIV 확산을 막기 위한 첫 번째 주요 프로그램을 시작했다. 카디날 제이미 신 마닐라 대주교는 그 해의 많은 시간을 이 프로그램을 비난하는 데 보냈으며, 그의 콘돔 홍보 프로그램에 후안 플라비어 보건부 장관을 수십만 명의 사람들에게 "사탄의 대리인"으로 지명함으로써 목표로 삼았다. 교회는 콘돔 상자를 공개적으로 태우는 것을 계획했다.
최근 필리핀은 새로운 HIV 감염의 급격한 증가 때문에 언론의 더 큰 관심을 끌었다. NAIDS Global 보고서에 따르면 필리핀의 에이즈 발병률은 2001년부터 2011년까지 25% 이상 증가했다. 1.5시간마다 필리핀인 1명이 HIV에 감염되는 것으로 추정된다.
2010년에 Louie Mar Gangcuango 박사와 필리핀 대학교-필리핀 종합 병원의 동료들에 의해 수행된 HIV 감시 연구는 높은 HIV 유병률 때문에 특히 언론의 관심을 끌었다. 마닐라 대도시에서 남성들과 성관계를 가진 406명의 남성들 중에서, HIV 유병률은 11.8%(95% 신뢰구간: 8.7-15.0)로, HIV에 대한 국가 유병률보다 몇 배 더 높았다.

### 태국
1980년대 후반 메차이 비라바디야 태국 상원의원은 매우 눈에 띄는 콘돔 유통 캠페인을 시작했다. 동시에 수상 Anand Panyarachun은 라디오 방송국에 한 시간 마다 에이즈 교육 광고를 방송하도록 요구하는 등 성 교육 프로그램을 통해 공중 보건에 지지를 보냈다.

### 미국
1981년과 2002년 사이에 Kaiser Family Foundation와 Princeton Survey Research Associates는 미국에서 HIV/AIDS 보장에 대한 포괄적인 검사를 실시했다. 이 연구의 목적은 다음과 같은 다양한 질문에 대답하는 것이었다. "시간이 지나면서 전염병의 적용 범위는 증가했는가 감소했는가? 다루는 주제가 어떻게 변경되었는가? 미국에서 에이즈의 보장은 어떻게 되었는가?..." 전반적으로 일종의 매체 "피로"가 발생했다는 것이 밝혀졌는데, 이는 최근 HIV/AIDS의 보장이 감소했다는 것을 의미한다. '국내 전염병 보도 감소'와 함께 이야기 수가 감소했다. 브로디 외 연구진은 이러한 감소가 미국의 HIV/AIDS에 대한 태도가 변했기 때문이라고 말한다. HIV/AIDS 진단은 한 때 사형 선고로 간주되었지만, 점차 그 상태는 다른 만성 질환과 비슷해졌다. 이러한 감소를 인정하는 또 다른 연구는 특히 1993년부터 2007년까지 미국의 신문 보도가 어떻게 변했는지 분석한다. 이 연구는 월간 뉴스가 1993년 578.3에서 2007년 140.5로 떨어지면서 주류 언론에서 HIV/AIDS 보도의 상당한 감소가 있었다는 것을 보여준다. 이것은 76% 감소이다. 1993년 질병관리본부가 에이즈가 "24-44세 남성들 사이에서 가장 큰 사망 원인"이 되었다고 발표한 이후 신문 보도는 최고치를 기록했다. 이듬해인 1994년, 비슷한 발표가 있었는데, 에이즈를 "동갑내기 여성들 사이에서 가장 큰 사망 원인"으로 선언했다. 이것은 HIV/AIDS가 동성애자 남성들에게만 영향을 미치는 질병이라는 사회적 오명을 바꿔놓았고, 그 결과 HIV/AIDS 이야기는 종종 인간의 관심사로 등장했다. 1996년에 이 질병이 치명적인 질병에서 만성 질환으로 옮겨지면서 미국 HIV 신문 보도의 첫 감소를 기록했기 때문에 이러한 경향은 오래 지속되지 못했다.

#### 정부
1983년 미국 공중 보건국은 에이즈를 "제1의 우선 순위"로 정의했고, 미국 보건부 장관 마가렛 헤클러는 에이즈가 "제1의 우선 순위"라고 말했다. 반면 로널드 레이건 미국 대통령은 1980년 대통령에 당선돼 1989년까지 재임했고, 당시 그는 단 한 차례 1987년에 '에이즈(AIDS)'라는 단어를 언급했을 뿐이었다. 레이건의 침묵은 1918년 독감 대유행 이후 최악의 전염병 피해자들에 대한 개인적 관심의 깊은 결여로 해석되었다. 1989년 레이건의 주치의는 인터뷰를 통해 "레이건 대통령은 1985년 7월, 나중에 이 질병으로 사망한 허드슨 씨가 에이즈 치료를 받으려고 한다는 뉴스를 보기 전까지 이 전염병이 얼마나 심각한지를 깨닫지 못했다"고 말했다.

## 치료 관련 보도
2013년 미시시피에서 태어난 아기는 HIV를 치료받은 것으로 보고되었다. 약물의 칵테일 요법을 통해 추가 치료 없이 완치되었고, HIV는 더 이상 복제되지 않았다. 하지만 나중에 HIV 약물이 중단되었을 때 실험한 결과, 아이는 여전히 HIV 양성이었다.